# Csernyánszky János
Csernyánszky János (Rajec, 1709 – 1766) evangélikus lelkész.

## Élete
Tanult Trencsénben, a tübingeni egyetemen és 1732. december 1-jétől a wittenbergin; innét 1735-ben a lipcsei egyetemre ment; hazatérte után 1740-ben tanító lett Szulyón, 1742-től lelkész Nagypalugyán, 1752-től Hibján, 1758-tól Nyustyán és 1760-tól Alsósztregován.

## Művei
- Juratus sodalis Jesuitarum… (melyet szulyói tanító korában irt és ujra kiadott Juratus Christi sodalis czímmel)
- Poradeh spaseni… (Az üdvözülés rendje)
- Zalostne vypisani pádu… Lisbonu? (1757. Egy siralmas történet)